# Алексеев, Дмитрий Иванович
Дми́трий Ива́нович Алексе́ев (10 ноября 1918, Державино, Бузулукский уезд, Оренбургская губерния, РСФСР — 28 марта 1988, Куйбышев, РСФСР, СССР) — советский и российский филолог, лингвист-русист, доктор филологических наук (1977), профессор, основатель и первый заведующий кафедрой русского языка Куйбышевского государственного университета, крупный специалист по теории и лексикографии русской аббревиации. Участник Великой Отечественной войны.

## Биография
Родился 10 ноября 1918 года в селе Державино Оренбургской губернии в крестьянской семье. В пятнадцатилетнем возрасте заменял в сельской школе заболевшего учителя. После окончания 8-го класса работал в начальной школе села Приволжье Самарской области, куда в 1934 году переехала его семья.
В 1936 году в восемнадцатилетнем возрасте был направлен на учёбу в Куйбышев и зачислен на третий курс рабфака Куйбышевского педагогического института (на момент поступления он уже имел минимум полтора года педагогического стажа), а в 1937 году поступил в Куйбышевский педагогический и учительский институт им. В. В. Куйбышева. Окончание вуза (июнь 1941) совпало с началом Великой Отечественной войны.
Был призван в ряды РККА, проходил подготовку в Муромском военном училище связи, далее — курсы ГлавПУРККА и усовершенствования командирского состава. В последние месяцы войны участвовал в боях на территории Венгрии, Австрии и Чехословакии, был ранен.
После демобилизации в 1946 году четыре года проработал директором и учителем Архангельской семилетней школы в Чердаклинском районе Ульяновской области.
Вузовский период деятельности Д. И. Алексеева начинается в 1948 году, когда он поступает на заочную аспирантуру (оканчивает её уже очно в 1951). Девять лет он работал в Мелекесском педагогическом институте (восемь из них — в должностях декана и заведующего кафедрой русского языка); с 1960 по 1965 год преподавал в Смоленском педагогическом институте, где исполнял обязанности заместителя декана. После смерти жены покинул Смоленск и вернулся в Куйбышев, где и прожил свои последние 23 года жизни. Сначала в течение трёх лет он работал доцентом Куйбышевского педагогического института, а после открытия в 1969 году госуниверситета был приглашён туда на должность заведующего кафедрой русского языка и декана филологического отделения. На протяжении всей жизни Д. И. Алексеев занимался не только научной, но и педагогической деятельностью — собственно преподавательской, учебно-методической, кураторской и т. д.
Умер 28 марта 1988 года после тяжёлой болезни.

## Научная деятельность
Основная сфера научных интересов Д. И. Алексеева — русская диалектология, тайные языки, аббревиация. Самарский госуниверситет посвятил научной деятельности Алексеева две Всероссийские научные конференции: «Семантическая системность языковых единиц» (ноябрь 1993 г.) и «Актуальные проблемы русистики» (сентябрь 1998 г.). Также были изданы мемориальные сборники: «Проблемы русской лексикологии. Памяти Дмитрия Ивановича Алексеева» (Самара, 1991), «Актуальные проблемы русистики» (Самара, 1998) и «Дмитрий Иванович Алексеев. Мемориальное издание, посвящённое 90-летию со дня рождения профессора Д. И. Алексеева и 40-летию кафедры русского языка» (Самара, 2009).

### Русская диалектология
Конец 1930-х годов — момент поступления Д. И. Алексеева в Куйбышевский пединститут — ознаменовался развёртыванием широкомасштабной деятельности языковедов по планомерному изучению русских народных говоров. На тот момент в институте работали А. Н. Гвоздев, А. А. Дементьев, С. В. Фролова и В. А. Малаховский (будущий научный руководитель Алексеева). Под руководством Малаховского, создавшего Куйбышевский межобластной диалектологический кабинет и возглавившего диалектологическую работу в Поволжском регионе, в Куйбышеве в 1939 году была осуществлена первая диалектологическая экспедиция, а годом ранее в учебных целях Институтом языка и мышления АН СССР в Ленинградскую область (район Онежского озера) была отправлена т. н. «нулевая» («пробная») экспедиция, куда были командированы Д. И. Алексеев, П. П. Глинкин (будущий военный журналист) и преподаватели-супруги Ф. И. и Р. С. Меркуловы. В архиве Алексеева сохранился дневник этой экспедиции, а в начале 1980-х годов свои дневниковые записи передал кафедре русского языка Куйбышевского госуниверситета и Глинкин. М. Н. Барабина отмечает, что собранные в этой экспедиции материалы представляют интерес «и как своеобразное руководство по организации диалектологического обследования […], и как источник экзотического языкового материала по говорам Прионежья, и как документальное отражение жизни северной русской деревни в предвоенный период». Алексеев участвовал также в диалектологических экспедициях летом 1939 и 1940 годов, уже на территории Куйбышевской области.
Кандидатская диссертация под названием «Говор села Архангельского Чердаклинского района Ульяновской области» (1952), посвящённая монографическому описанию самобытного владимирско-поволжского говора с. Архангельское, была тесно связана со студенческим увлечением Алексеева диалектологией. Материал для этой диссертации он начал собирать ещё в то время, когда работал директором и учителем в Архангельской семилетней школе. В этом научном труде, получившем высокую оценку специалистов, затрагивались как собственно языковые, так и лингвопедагогические проблемы (в частности, обучение русскому литературному языку носителей говора).

### Тайные языки
После защиты кандидатской диссертации сфера научных интересов Алексеева расширяется. Изучение живой народной речи приводит учёного к знакомству с одной из разновидностью социальных диалектов — тайными (условными) языками ремесленников. Несмотря на то, что это направление деятельности не было главным в исследовательской работе учёного, его публикации по тайным языкам внесли существенный вклад в изучение социальной диалектологии. По мнению Е. С. Скобликовой, их характеризует не только «„экзотичность“ фактов, но и [...] серьёзность теоретического осмысления взаимосвязи между своеобразием функционирования различных условных языков и тематическим диапазоном их лексического состава». Увлечение социолектами повлияло на будущую сферу научных интересов В. Д. Бондалетова, с которым Алексеев был знаком со времён аспирантуры.
В 1961 году на V межобластной конференции языковедов Поволжья (24—27 мая) Алексеев выступил с докладом о пяти вариантах тайного языка ремесленников, обнаруженных в рамках диалектологических экспедиций (как оказалось, он давал дополнительные задания студентам, участвующим в экспедициях, для собирания сведений по условным языкам). О результатах проведённых экспедиций им была написана статья в газету «Ульяновская правда», где Дмитрий Иванович «доходчиво показал ценность изучения не только территориальных говоров, но и социальных диалектов (арго)». На публикацию откликнулся знаток масовского языка портных-отходников Ульяновской области, бывший бухгалтер, пенсионер с трёхлетним образованием, житель села Ясашная Ташла Тереньгульского района Ульяновской области Василий Семёнович Дубровин, прислав в редакцию «Ульяновской правды» 250 слов условного языка, знакомого ему с детства. С этого момента исследование условных языков стало для Дубровина «смыслом радостной и печальной подвижнической деятельности». Между Алексеевым и Дубровиным началась переписка, которая длилась более 10 лет и завершилась созданием под заочным руководством Алексеева уникального по своей полноте словаря условного портновского языка, содержащего 6700 слов и 7500 фраз, а также подготовкой картотеки сводного словаря пяти вариантов профессиональных условных языков Ульяновской области — всех бытовавших на тот момент на территории Тереньгульского района социолектов портных и валяльщиков (словарь так и не был опубликован, его списки хранятся в Институте русского языка РАН, Ульяновском областном краеведческом музее, УОНБ им. В. И. Ленина, а также в частной коллекции В. Д. Бондалетова в Пензе).

### Аббревиация
В. Д. Бондалетов отмечает, что аббревиация как научная область была обдумана Алексеевым в 1957-м и стала доминировать в 1960-е годы. Однако ещё 15 ноября 1953 года в письме к Бондалетову, посланном из Мелекесса в Пензу, Алексеев среди прочего сообщал: «…Пока размениваюсь на мелочи: выписываю из газет аббревиатурки, интересуюсь правописанием собственных имён. Чепуховинки…» О природе сокращений высказывался следующим образом: «Ошибочно считают, что сокращения порождены прежде всего экономией времени, бумаги и т. д. Отсюда запреты и ограничения. Между тем экономия не решающая, хотя и очень важная причина возникновения сокращений. Аббревиация достигла успехов и укрепилась главным образом потому, что она позволила создавать цельнооформленное слово там, где раньше было лишь описание понятия». Его многочисленные публикации по проблемам аббревиации быстро получили признание в лингвистическом мире. Подведение итогов многолетнего изучения сложносокращённых слов состоялось в 1978 году с защитой докторской диссертации «Аббревиация в русском языке» (1977) и последующим изданием по её материалам обширной монографии «Сокращённые слова в русском языке» (1979). Обе эти работы неоднократно фигурировали среди лучших исследований в научных обзорах и Бюллетенях ВАКа.

#### «Словарь сокращений русского языка»
В 1963 году в Государственном издательстве иностранных и национальных словарей выходит в свет один из важнейших научных трудов Д. И. Алексеева — «Словарь сокращений русского языка» (12 500 лексем в первом издании). Книга получила положительные отзывы как в СССР, так и за рубежом. Рецензии, в частности, были опубликованы О. С. Ахмановой, Г. В. Павловым, Р. М. Цейтлин, Л. И. Ройзензоном и Р. И. Могилевским. Немецкий профессор Ханс Зикмунд сразу после ознакомления со словарём написал в издательство, что считает его «лучшим из того, что до сих пор выходило по аббревиатурам» и что «с удовольствием будет писать на него рецензию», а затем издал её в Берлине в 1964 году. Спустя три года в Париже вышла рецензия П. Бруна.
Словарь переиздавался трижды — в 1977, 1983 и 1984 годах. Практическая потребность в словаре была такова, что его тираж расходился в СССР в краткие сроки, и издательство «Русский язык» предлагало автору оперативно его переиздавать. Однако Алексеев не спешил с переизданием, поскольку дальнейшая его работа над словарём заключалась в постоянном пополнении словника и исключения устаревших и вышедших из употребления аббревиатур (так, в 1-м издании насчитывалось 12 500 сложносокращённых слов, во 2-м — ~15 000, в 3-м — 17 700). Последнее (4-е) издание по настоянию редакции было выпущено стереотипно уже через год после предыдущего в связи с повышенным читательским спросом (это было обусловлено и технической невозможностью в сжатые сроки внести в текст словаря все необходимые поправки, поскольку на тот момент автоматизированные технологии работы с текстом не были развиты). Отслеживание же происходящих в аббревиации изменений велось Алексеевым фактически до последних дней своей жизни. Уже будучи тяжелобольным, он готовил 5-е издание словаря, которое, однако, так и не увидело свет.

## Семья
- Первая жена — Тамара Хрисанфовна Мурадова (?—1965[31]), однокурсница Алексеева. Они вступили в брак в 1940-м, у них родилось двое детей — дочь Елена (род. 1941) и сын Валерий (род. 1945)[5].
- Вторая жена — Елена Сергеевна Скобликова (1924—2016) — лингвист, заслуженный деятель науки РФ, племянница А. Н. Гвоздева[32].

## Адреса
- Улица Степана Разина, д. 65 — общежитие, в котором проживали аспиранты Д. И. Алексеев, В. Д. Бондалетов и Е. С. Скобликова[33].

## Награды
- Орден Отечественной войны I степени[7][31]
- Медаль «За отвагу» («за доставку пополнения на передовую линию под огнём противника»)[7]
- Медаль «За взятие Вены»[7][31]
- Медаль «За победу над Германией в Великой Отечественной войне 1941—1945 гг.»[7]
- Юбилейная медаль «Двадцать лет Победы в Великой Отечественной войне 1941—1945 гг.»[31]
- Юбилейная медаль «Тридцать лет Победы в Великой Отечественной войне 1941—1945 гг.»[31]
- Юбилейная медаль «Сорок лет Победы в Великой Отечественной войне 1941—1945 гг.»[31]
- Отличник народного просвещения РСФСР[31]

## Основные труды
- Говор села Архангельского Чердаклинского района Ульяновской области: диссертация ... кандидата филологических наук. — Куйбышев: [б. и.], 1952. — 359 с.
- Сокращённые слова в русском языке. — Саратов: Саратовский университет, 1979. — 328 с.
- Словарь сокращений русского языка: около 17 700 сокращений / Д. И. Алексеев, И. Г. Гозман, Г. В. Сахаров; под ред. Д. И. Алексеева. — 3-е изд., с прил. новых сокр. — М.: Русский язык, 1983. — 487 с.